# Ziemica

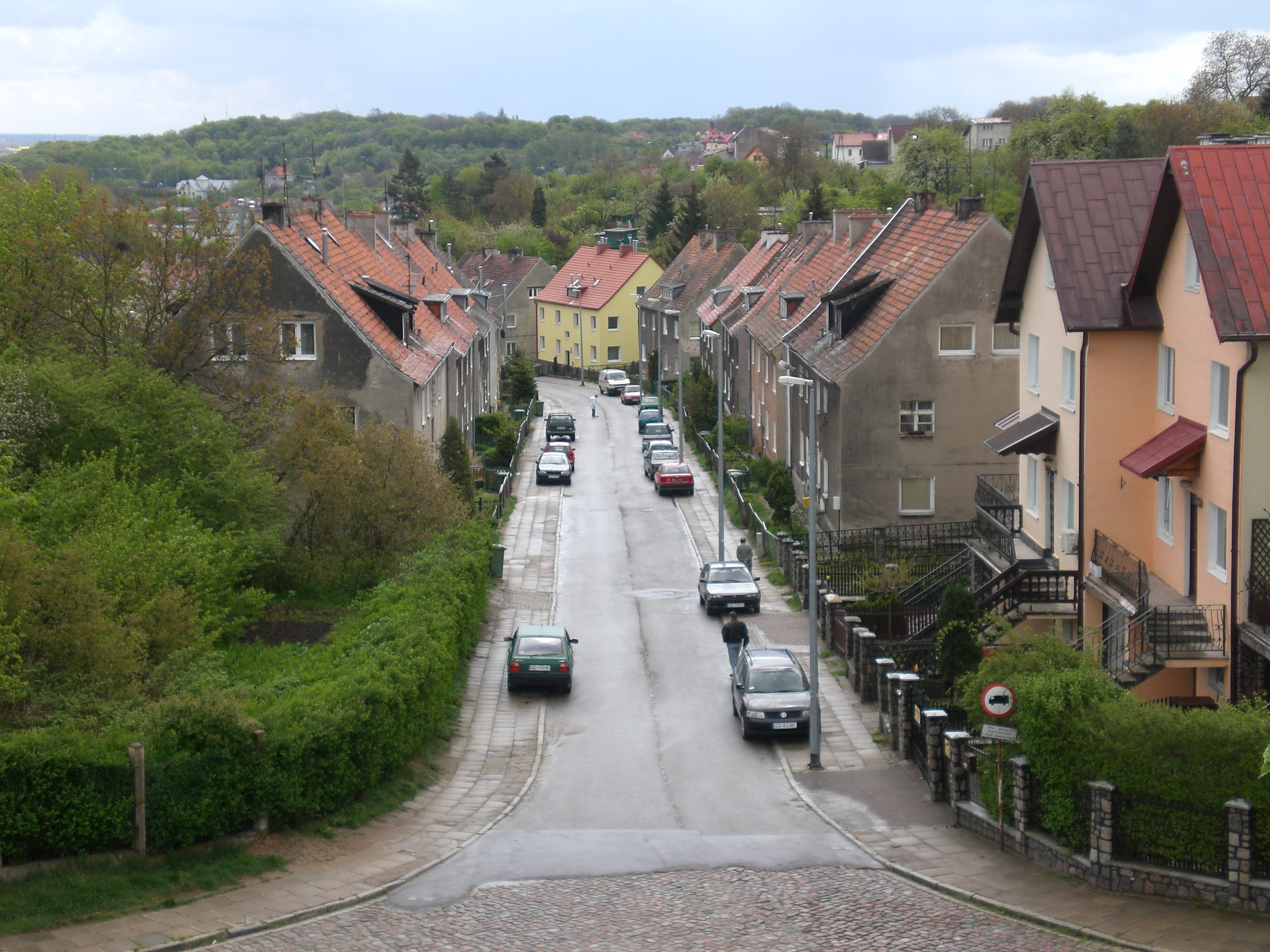
Ul. Skarpowa

Ziemica (lub Ziemica Wielka, niem. Große Mulde) – historyczne osiedle w Gdańsku, w dzielnicy Siedlce.
Ziemica jest częścią jednostki morfogenetycznej Siedlce, która została przyłączona w granice administracyjne miasta w 1814. Osiedle należy do okręgu historycznego Gdańsk.

## Położenie
Mianem Ziemicy nazywano obszar północno-wschodnich Siedlec, wzdłuż drogi do Cygańskiej Góry, obecnej ul. Skarpowej, której zresztą niemiecką nazwą również było Große Mulde.